# Partido Participación Ciudadana

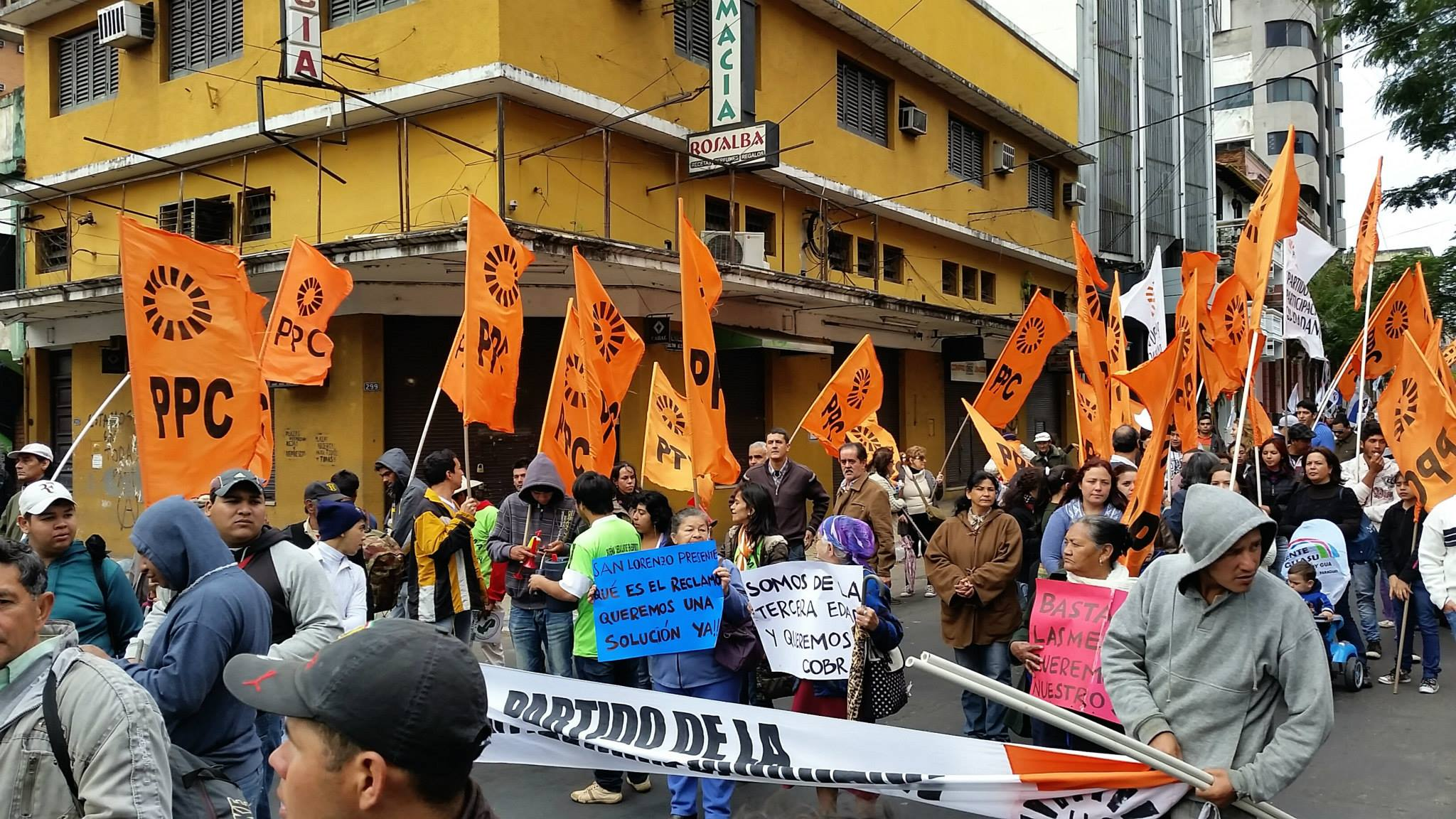
Miembros del PPC marchando en Asunción, Paraguay.

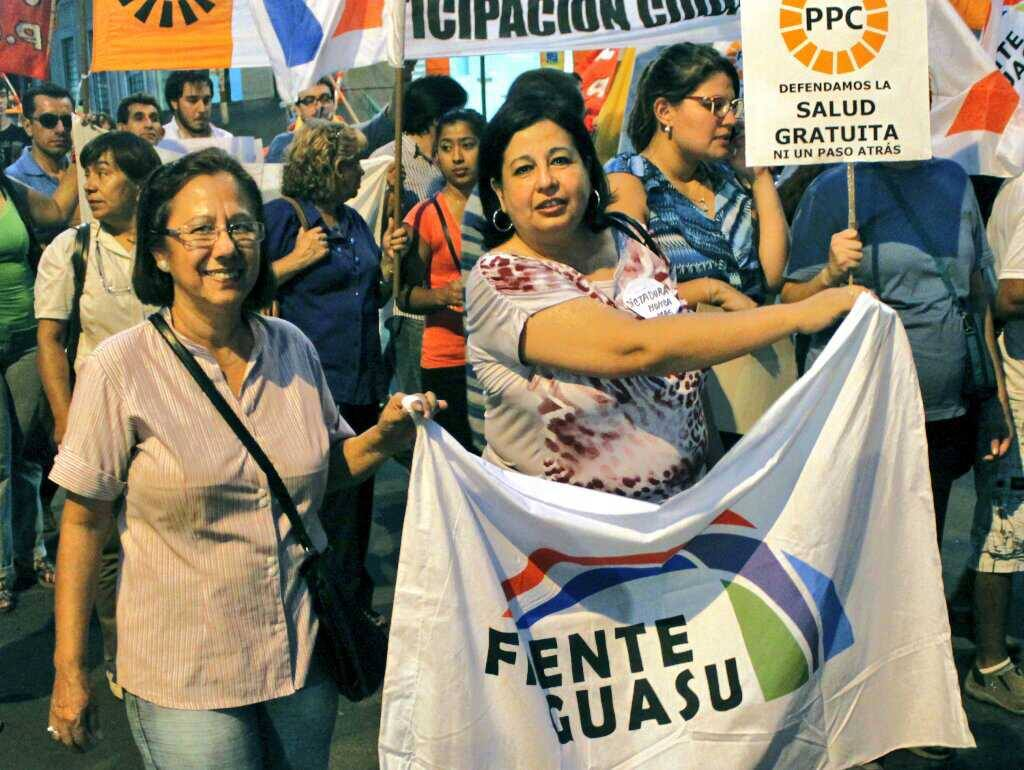
Aida Robles y Esperanza Martínez.

Partido Participación Ciudadana es un partido político paraguayo de orientación socialista, fundado el 12 de junio de 1997. En la actualidad, forma parte de la Concertación Nacional Frente Guasú. Cuenta con representación parlamentaria a nivel nacional y así como con concejales a nivel municipal.